# کلاغ سیاه (کمیک)
کلاغ سیاه (به انگلیسی: Black Crow) یک شخصیت تخیلی و ابرقهرمانانه سرخ‌پوست در کتاب‌های کامیک می‌باشد. این کاراکتر به دست جی. ام. دی‌متیز و پاول نری خلق شده و در کاپیتان آمریکا شماره ۲۹۲ام (آوریل ۱۹۸۴) معرفی شد.